# Bodo Krämer
Bodo Krämer (* 31. Januar 1945 in Marienwerder; † 23. Juni 2003 in Berlin) war ein deutscher Schauspieler.

## Leben
Krämer war gelernter Kfz-Elektriker. Er absolvierte eine Schauspielausbildung an der Hochschule für Film und Fernsehen „Konrad Wolf“ in Potsdam-Babelsberg. Als Theaterschauspieler interpretierte Krämer ein breites Repertoire, das Stücke von William Shakespeare, die deutschen Autoren der Klassik und Romantik, das Theater der Jahrhundertwende, aber auch Stücke der Moderne und des zeitgenössischen Theaters umfasste.
Der Regisseur Fritz Marquardt holte ihn 1970 für seine Inszenierung des Theaterstücks Avantgarde von Valentin Katajew an die Berliner Volksbühne. Ab der Spielzeit 1970/1971 war Krämer festes Ensemblemitglied an der Volksbühne, wo er zahlreiche größere und kleinere Rollen spielte. Er arbeitete unter anderem mit den Regisseuren Benno Besson, Manfred Karge, Matthias Langhoff, Siegfried Höchst, Frank Castorf und Leander Haußmann zusammen. 1992 übernahm er in König Lear, der Eröffnungsinszenierung von Intendant Frank Castorf, die Rolle des Narren.
Zu seinen weiteren Bühnenrollen gehörten unter anderem: Edgar Wibeau in der Bühnenfassung von Die neuen Leiden des jungen W., Schweizer in Die Räuber (Inszenierung: Frank Castorf) und der Fabrikant Dreißiger in Die Weber. Seine letzte Rolle (Premiere: Dezember 2000) hatte er als gealterter Diskjockey in Leander Haußmanns Inszenierung Paul und Paula nach Ulrich Plenzdorfs literarischer Vorlage.
Krämer wirkte seit Ende der 1960er Jahre auch in Film- und Fernsehproduktionen der DEFA und des Fernsehens der DDR mit. Eine kleine Rolle hatte er 1973 unter der Regie von Heiner Carow in dem Kinofilm Die Legende von Paul und Paula. Der Regisseur Egon Günther besetzte ihn in seinem Film Die Leiden des jungen Werthers (1976) als Friederikes Liebhaber Herr Schmidt. Im Fernsehen übernahm Krämer nach der Wende auch Rollen in den Fernsehserien Praxis Bülowbogen, Frauenarzt Dr. Markus Merthin und Wilde Zeiten. Mehrfach war er auch in Folgen der Kriminalserie Polizeiruf 110 zu sehen.
Krämer wirkte auch bei Hörspielproduktionen in der DDR mit. Unter anderem ist er in den Märchen Rotkäppchen (als Jäger), Das tapfere Schneiderlein (in der Titelrolle) und in Der Fischer und seine Frau zu hören.
Krämer erlag am 23. Juni 2003 in Berlin einem Krebsleiden.

## Filmografie (Auswahl)
- 1968: Abschied
- 1970: Unterwegs zu Lenin
- 1971: Avantgarde (Theateraufzeichnung)
- 1972: Polizeiruf 110: Die Maske (TV-Reihe)
- 1973: Die Legende von Paul und Paula
- 1974: Polizeiruf 110: Das Inserat
- 1975: Suse, liebe Suse
- 1975: Die schwarze Mühle
- 1976: Unser stiller Mann
- 1976: Die Leiden des jungen Werthers
- 1977: Dantons Tod (Studioaufzeichnung)
- 1978: Marx und Engels – Stationen ihres Lebens (TV-Serie)
- 1978: Jörg Ratgeb, Maler
- 1979: Rentner haben niemals Zeit: Polterabend
- 1980: Am grauen Strand, am grauen Meer (Fernsehfilm)
- 1981: Jockei Monika (TV-Serie)
- 1983: Ideen hast du, Liebling!
- 1985: Die dritte Frau (Fernseh-Zweiteiler)
- 1986: Der Hut des Brigadiers
- 1986: Fahrschule
- 1989: Polizeiruf 110: Variante Tramper
- 1989: Treffen in Travers
- 1990: Polizeiruf 110: Tödliche Träume
- 1990: Die Architekten
- 1990: Polizeiruf 110: Das Duell
- 1991: Der Hut
- 1991: Polizeiruf 110: Mit dem Anruf kommt der Tod
- 1992: Tandem (Fernsehfilm)
- 1994: Praxis Bülowbogen
- 1994: Frauenarzt Dr. Markus Merthin
- 1994: Ihre Exzellenz, die Botschafterin (TV-Serie, Folge Hokuspokus)
- 1997: Wilde Zeiten

## Theater
- 1971: Heiner Müller: Weiberkomödie – Regie: Fritz Marquardt (Volksbühne Berlin)
- 1973: André Müller: Das letzte Paradies – Regie: Benno Besson (Volksbühne Berlin)
- 1974: Francisco Pereira da Silva: Speckhut (Polizeikommissar) – Regie: Manfred Karge/Matthias Langhoff (Volksbühne Berlin)
- 1975: Jean Racine: Britannicus (Nero) – Regie: Brigitte Soubeyran (Volksbühne Berlin)
- 1991: Anton Tschechow: Auf der großen Straße (Wirt)  – Regie: Horst Hawemann (Volksbühne Berlin)
- 1992: William Shakespeare: König Lear (Narr) – Regie: Frank Castorf (Volksbühne Berlin)

## Hörspiele
- 1980: Brüder Grimm: Das tapfere Schneiderlein / Der Fischer und seine Frau (Schneiderlein / Fisch) – Regie: Dieter Wardetzky (Kinderhörspiel – Litera)
- 1985: Franz Fühmann: Das blaue Licht – Regie: Barbara Plensat (Fantasy, Märchen für Erwachsene – Rundfunk der DDR)